# Sieczkarnia

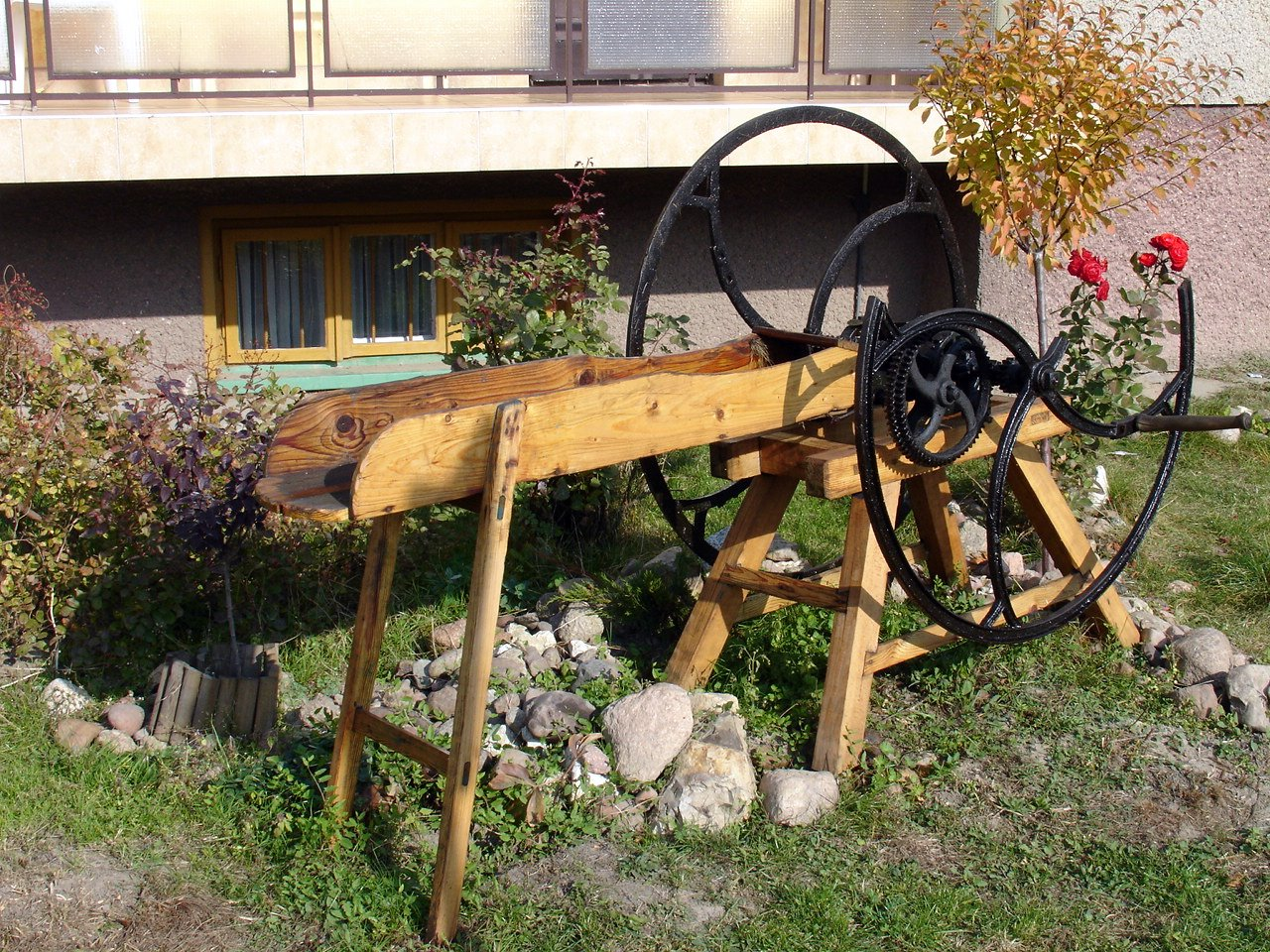
Ręczna sieczkarnia

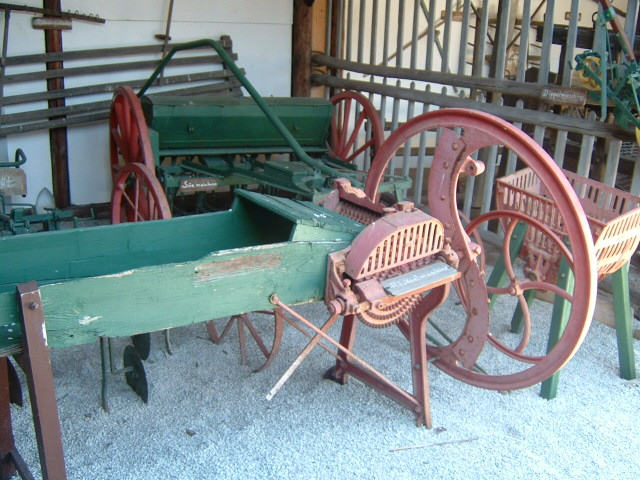
Sieczkarnia, na pierwszym planie przekładnia umożliwiająca wybór długości sieczki

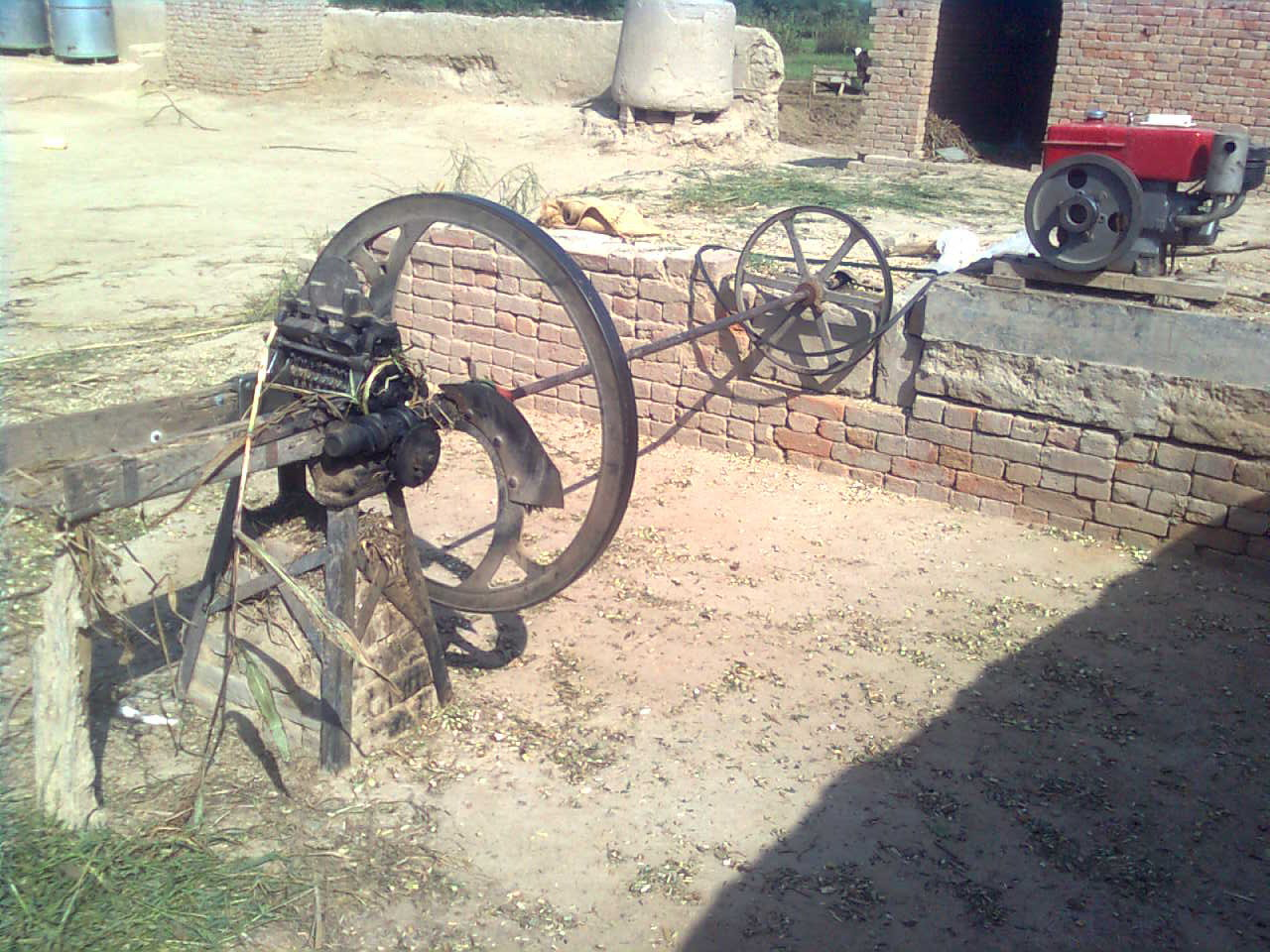
Sieczkarnia stacjonarna napędzana silnikiem spalinowym

Sieczkarnia – maszyna rolnicza służąca do cięcia słomy, siana lub zielonek na sieczkę.

## Historia
Sieczkarnie pojawiły się w XIX wieku i wyparły ręczne narzędzia podobne do kosy służące do robienia sieczki zwane rzezakiem. Tradycyjne sieczkarnie są oparte na idei rzezaka, w którym wprowadzono mechanizm obrotowego ruchu noża i mechanizm podający materiał do rozdrobnienia. Obecnie są głównym mechanizmem w maszynach do zbioru i rozdrabniania roślin na pasze, maszyny te zwane są sieczkarniami. Są także dodatkowym wyposażeniem innych maszyn do zbioru lub niszczenia roślin.

## Rodzaje
Wyróżniamy sieczkarnie: samojezdne, polowe, przyczepiane do ciągnika, albo stacjonarne napędzane ręczne korbą, kieratem lub silnikiem elektrycznym. Mogą być też częścią kombajnu.
Tradycyjna sieczkarnia składa się z:
- koryta – zwykle drewnianego, w którym układa się cięte surowce;
- zespołu podającego – zwykle składającego się z dwóch walców o zębatej powierzchni, górny jest dociskany do przesuwanego surowca dźwignią z obciążnikiem;
- zespołu tnącego – zwykle to para noży tnąca surowiec;
- zespołu napędzającego – to zwykle korba do ręcznego obracania przez człowieka lub kuta końcówka do podłączenia do kieratu;
- koła zamachowego.

Długość ciętej sieczki można regulować, najczęściej w granicach 5–80 mm.